# Ouse (Sussex)
Pour les articles homonymes, voir Ouse.
L'Ouse est un fleuve du Sussex de l'Ouest et du Sussex de l'Est en Angleterre.

## Géographie
L'Ouse prend sa source à Lower Beeding. La route de l'Ouse passe dans le Sussex de l'Est et traverse les South Downs, la ville de Lewes et la ville de Newhaven.

## Culture
La femme de lettres Virginia Woolf s'y est suicidée par noyade le 28 mars 1941, près du village de Rodmell. Son corps a été retrouvé le 18 avril.